# Diocesi di Abila di Lisania
La diocesi di Abila di Lisania (in latino Dioecesis Abilena Lysaniae) è una sede soppressa e sede titolare della Chiesa cattolica.

## Storia
Abila di Lisania, identificabile con Suq-Uadi-Barada a nord-ovest di Damasco in Siria, è un'antica sede vescovile della provincia romana di Fenicia Seconda nella diocesi civile d'Oriente. Faceva parte del patriarcato di Antiochia ed era suffraganea dell'arcidiocesi di Damasco, come attestato da una Notitia episcopatuum del VI secolo.
Diversi sono i vescovi noti di questa antica sede episcopale. Nella versione copta degli atti del concilio di Nicea del 325 è menzionato il vescovo Eliconio. Giordano partecipò al concilio di Antiochia del 445 e al concilio di Calcedonia del 451. Giovanni I sottoscrisse nel 458 la lettera dei vescovi della Fenicia Seconda all'imperatore Leone in seguito all'uccisione del patriarca alessandrino Proterio. Alessandro fu deposto dall'imperatore Giustino I nel 518 perché simpatizzante dei giacobiti e sostenitore di Severo di Antiochia. Infine, le ricerche archeologiche hanno portato alla luce il nome di un vescovo Giovanni II, la cui iscrizione è databile agli anni 563-564.
La città di Abila fu presa e saccheggiata dagli Arabi nel 634 e presumibilmente la diocesi scomparve in questa occasione.
Dal XVIII secolo Abila è annoverata tra le sedi vescovili titolari della Chiesa cattolica; dal 12 ottobre 1995 il vescovo titolare è Georges Kahhalé Zouhaïraty, B.A., già esarca apostolico del Venezuela dei Melchiti.

## Cronotassi

### Vescovi greci
- Eliconio † (menzionato nel 325)
- Giordano † (prima del 445 - dopo il 451)
- Giovanni I † (menzionato nel 458)
  - Alessandro † (? - 518 deposto) (vescovo giacobita)
- Giovanni II † (menzionato nel 563/564)

### Vescovi titolari
Vailhé attribuisce a questa sede i vescovi Abiensis che Eubel ritiene siano vescovi Abidensis. Vailhé invece interpreta Abiensis come corruzione per Abilensis.
- Juan Bautista Pes Polo, O.Carm. † (20 settembre 1728 - ?)
- Adam Ernst Bernclau von Schönreith † (22 dicembre 1766 - 24 luglio 1779 deceduto)
- Joseph Ferdinand Guidobald von Spaur und Valör † (20 marzo 1780 - 26 marzo 1793 deceduto)
- Alessandro Scialdone † (11 luglio 1839 - 6 settembre 1862 deceduto)
- John Menzies Strain † (2 settembre 1864 - 15 marzo 1878 nominato arcivescovo di Saint Andrews ed Edimburgo)
- Pietro Facciotti † (28 febbraio 1879 - 27 gennaio 1880 nominato vescovo di Ferentino)
- Alphonse-Hilarion Fraysse, S.M. † (6 aprile 1880 - 18 settembre 1905 deceduto)
- Ludwig Philipp Schaefer † (4 aprile 1906 - 5 settembre 1914 deceduto)
- Dionýz Njarady † (5 dicembre 1914 - 1º maggio 1920 nominato eparca di Križevci)
- Joseph Ignatius Shanahan, C.S.Sp. † (22 aprile 1920 - 25 dicembre 1943 deceduto)
- Louis Delmotte † (8 luglio 1945 - 29 agosto 1957 deceduto)
- Enrique Principe † (28 novembre 1957 - 7 ottobre 1974 deceduto)
- John Adel Elya, B.S. † (21 marzo 1986 - 25 novembre 1993 nominato eparca di Nostra Signora dell'Annunciazione di Newton)
- Georges Kahhalé Zouhaïraty, B.A., dal 12 ottobre 1995